# Boquerón (Panama)
Pour les articles homonymes, voir Boqueron (homonymie).
Boquerón est un corregimiento et le chef-lieu du district de Boquerón, dans la province de Chiriqui, au Panama. Il est situé près du volcan Barú. La ville compte 3 881 habitants en 2010.
Le district est composé des villes de Boquerón, Boquerón Arriba, Boquerón Viejo, La Meseta, Macano Abajo, Macano Arriba.
Parmi les lieux d'intérêt, citons l'église San Miguel Arcángel, le spa La Barranca, les spas du río Chirigagua et du río Piedra. Dans le chef-lieu, on célèbre les fêtes du 29 septembre (jour de San Miguel Arcángel, saint patron) et du 24 août (fondation du quartier).
Les activités économiques qui sont développées sur son territoire sont la production de lait, la transformation du lait dans Industrias Lácteas, Estrella Azul, l'élevage de bovins de boucherie, la plantation de haricots, d'oranges, de maïs, la vente de pièces de rechange et d'équipements lourds et la production d'électricité.
L'oléoduc Petroterminal de Panama traverse son territoire.